# Epiphora paradoxa
Epiphora paradoxa är en fjärilsart som beskrevs av Abel Dufrane 1953. Epiphora paradoxa ingår i släktet Epiphora och familjen påfågelsspinnare. Inga underarter finns listade i Catalogue of Life.